# Georges Bru
Georges Bru, né le 2 juin 1933 à Fumel (Lot-et-Garonne) et mort le 12 septembre 2023 à Toulon, est un dessinateur et peintre français.

## Biographie
Georges Bru enseigne comme professeur de dessin durant 15 ans dans des collèges techniques, puis durant 15 ans à l'École supérieure d'art Toulon Provence Méditerranée.

## Décoration
- Chevalier de l'ordre des Arts et des Lettres (1987)[2]

## Expositions
- Galerie Alphonse Chave, Vence
- Galerie Le Lutrin, Lyon
- Galerie Athanor, Marseille
- Galerie Mathias Fels, Paris
- Galerie Le 3e Œil, Bordeaux
- Musée de Toulon
- Librairie-Galerie Alinéa, Toulon
- FIAC 80, galerie Mathias Fels
- Galerie Grafica, Tokyo
- Galerie Jade, Colmar
- Galerie La Hune, Paris
- CAC, musée Bojnev, Forcalquier
- CAC Saint Cyprien
- Musée Toulouse-Lautrec, Albi, 2000[3]
- Galerie d'Ys, Bruxelles, 2007
- « Bru & Chasse Pot », musée Ingres, Montauban
- Georges Bru, Galerie Lefor Openo, Paris, 2012[4]
- Maison du Cygne, Six-Fours
- « Georges Bru, tout simplement », galerie Polysemie, Marseille
- « Georges Bru », galerie Sordini, Marseille, 2005[5],[6]
- Villa Tamaris centre d'art, La Seyne-sur-Mer, 2008[7]
- « Le dessin ou la "probité de l'art" »[8], galerie ART aujourd'hui, Paris, 2014
- « L'Ange du bizarre »[9], galerie ART aujourd'hui, Paris, janvier-février 2016

## Collections publiques
- Musée des Beaux-Arts de Bordeaux, donation R. Coustet
- Musée des Beaux-Arts de Lyon
- Musée Cantini, Marseille
- Musée Ziem, Martigues
- Fonds national d'art contemporain, Puteaux
- Musée d'Art moderne de Paris
- Bibliothèque nationale de France, Paris
- Lieu d'art et action contemporaine de Dunkerque
- Musées royaux des Beaux-Arts de Belgique, Bruxelles
- Musée d'Ixelles
- Musée d'Art moderne de Céret, donation Jean-Pierre Alis
- Fonds régional d'art contemporain d'Aquitaine
- Fonds régional d'art contemporain d'Auvergne
- Fonds régional d'art contemporain de Provence-Alpes-Côte d'Azur
- Institut d'art contemporain de Villeurbanne
- Fonds départemental d'art contemporain de la Seine-Saint-Denis